# Тинли (Джебраильский район)
Тинли (азерб. Tinli) — село в административно-территориальной единице Шахвелли Джебраильского района Азербайджанской Республики.

## История
В ходе Первой карабахской войны в 1993 году село перешло под контроль армянских вооружённых сил.
21 октября 2020 года в ходе Второй карабахской войны Вооружённые силы Азербайджана освободили село из-под оккупации.

## Топонимика
Село было основано семьями, переехавшими в конце 19 века из села Тин, находящемся в Иранском Азербайджане.

## Экономика
Основной отраслью хозяйства было животноводство.

## Примечание
1. ↑  Cəbrayılın daha 5 kəndi işğaldan azad edildi (азерб.). qafqazinfo.az (21 октября 2020). Дата обращения: 21 октября 2020. Архивировано 24 октября 2020 года.
2. ↑  Azərbaycan Toponimlərinin Ensiklopedik Lüğəti. Azərbaycan Milli Elmlər Akademiyası. Nəsimi adına Dilçilik İnstitutu. Şərq-qərb Bakı-2007. səh.427